# Teleférico del Cristo de la Concordia
El teleférico de Cochabamba es un medio de transporte aéreo de carácter turístico, ubicado en el Cerro de San Pedro de la ciudad de Cochabamba, Bolivia. Fue inaugurado el 13 de septiembre de 1999, convirtiéndolo en el primer teleférico del país. Conecta la ciudad mediante un cable de 864 metros de longitud con el monumento del Cristo de la Concordia, que se encuentra en la cima del cerro de San Pedro. El teleférico fue construido por la empresa suiza-argentina Garaventa, que empezaron las obras en mayo de 1999 y tuvo un costo de 3,6 millones USD. El armazón de este medio de transporte es sostenido por nueve torres a lo largo de su recorrido.